# Sant Genís (Navars)
Sant Genís és una muntanya de 561 metres que es troba entre els municipis de Navars, a la comarca del Bages i de Puig-reig, a la comarca catalana del Berguedà.
Al cim podem trobar-hi un vèrtex geodèsic (referència 282101001).